# Жан-Оноре Фраґонар
Жан-Оноре́ Фраґона́р (фр. Jean-Honoré Fragonard; 5 квітня 1732, Грасс — 22 серпня 1806, Париж) — французький художник, що працював у стилі рококо.

## Походження
Фрагонар походить з міста Грасс. Місто уславилось виробами з натуральних шкір, а мешканці розділились на кожум'як та парфюмерів, бо вироби неприємно тхнули. Парфюмери вимочували вироби в ароматичних розчинах. Батько Фрагонара був купцем, що торгував парфумами, в тому числі і в Парижі.
У родині було двоє хлопців. Але молодший помер 1735 року. З єдиним сином родина перебралась в Париж у 1738 р.

## Роки навчання
Батько збанкрутів і в Парижі йому допомогли давні зв'язки, що трохи виправило фінансовий стан родини. Аби позбавити сина ремісничої долі, батько віддав 13-річного сина в навчання в нотаріальну контору. Через 2 місяці батька повідомили, що хлопець нікудишній учень, але добре малює портрети клієнтів нотаріуса. Якщо батько бажає, нотаріус береться пристроїти хлопця в учні до самого Буше́. Так вирішилась доля хлопця.
Спершу учень Ж.-Б. Шардена, а потім Франсуа Буше. Легковажний в живопису, художник Буше був серйозним викладачем і мав до учнів суворі вимоги. Школу Фрагонар пройшов добру. В Парижі панувало рококо з щирою зацікавленістю в створенні декору і модних інтер'єрів. Фрагонар і декорував інтер'єри за ескізами Буше і робив картони для мануфактури гобеленів.
У 1752 році за картину «Жертвоприношення Ієровоама ідолам» отримав Велику Римську премію і вирушив до Риму лише в 1756 році. Адже Фрагонар не мав академічного навчання і 4 роки навчався перед Італією в так званій Королівській школі патронованих учнів. Без академічного навчання в Італію майбутньому художнику було потрапити не можна.

## Італійський період Фрагонара
У Римі значний вплив здійснили на нього італійські майстри XVII століття: Бароччі, Солімена, П'єтро да Кортона і особливо Тьєполо. Подружившись тут з живописцем Гюбером Робером, він здійснив разом з ним і з талановитим поціновувачем мистецтва Сен-Ноном подорож на південь Італії. Плодом цієї поїздки було видання альбому: «Voyage de Naples et de Sicile», в якому більшість малюнків гравірована Фрагонаром. Після повернення в Париж він виставив в салоні 1765 р. картину: «Смерть Кореза» (знаходиться в Луврському музеї в Парижі), за яку Королівська академія мистецтв прийняла його в свої члени. Але офіційне визнання художника на цьому припинилося, бо занадто самостійний і важкуватий за характером художник зажадав волі, незалежності і від Академії.

## Кар'єра вільного художника

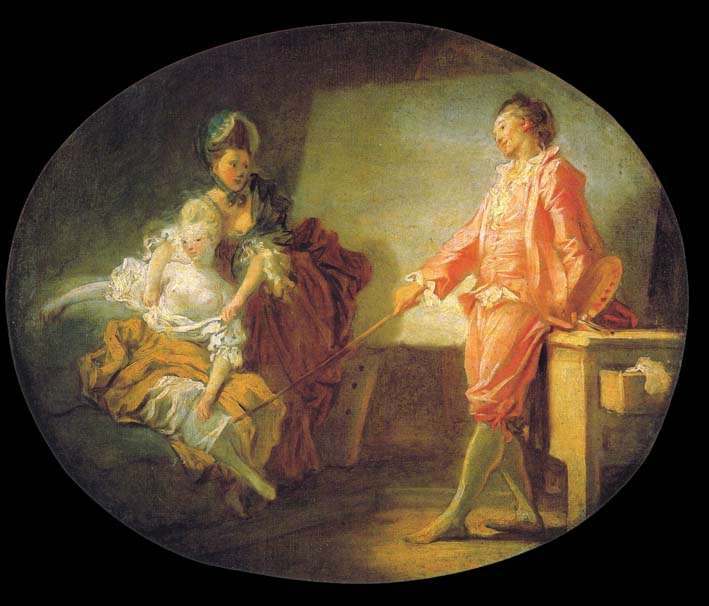
Фрагонар. Художник підніма спідницю дівчини-моделі.

Проте незабаром після того він кинув історичний рід живопису і, підкорившись смакам того часу, почав писати в жанрі ідеалізму, створивши пасторалі в дусі Ватто і Буше, сцени інтимного життя пікантного, часто безсоромно-еротичного змісту, декоративні панно, портрети, мініатюри, акварелі, пастелі, інколи займається офортним гравіюванням. Його твори увійшли до великої моди і купувалися нарозхап за дорогою ціною, завдяки чому він встиг накопичити значні фінанси. Але революція (1789-99) розорила його. А невезіння і життєві перепони, суттєві зміни в моді і смаках позбавили колишньої популярності.

## Одруження

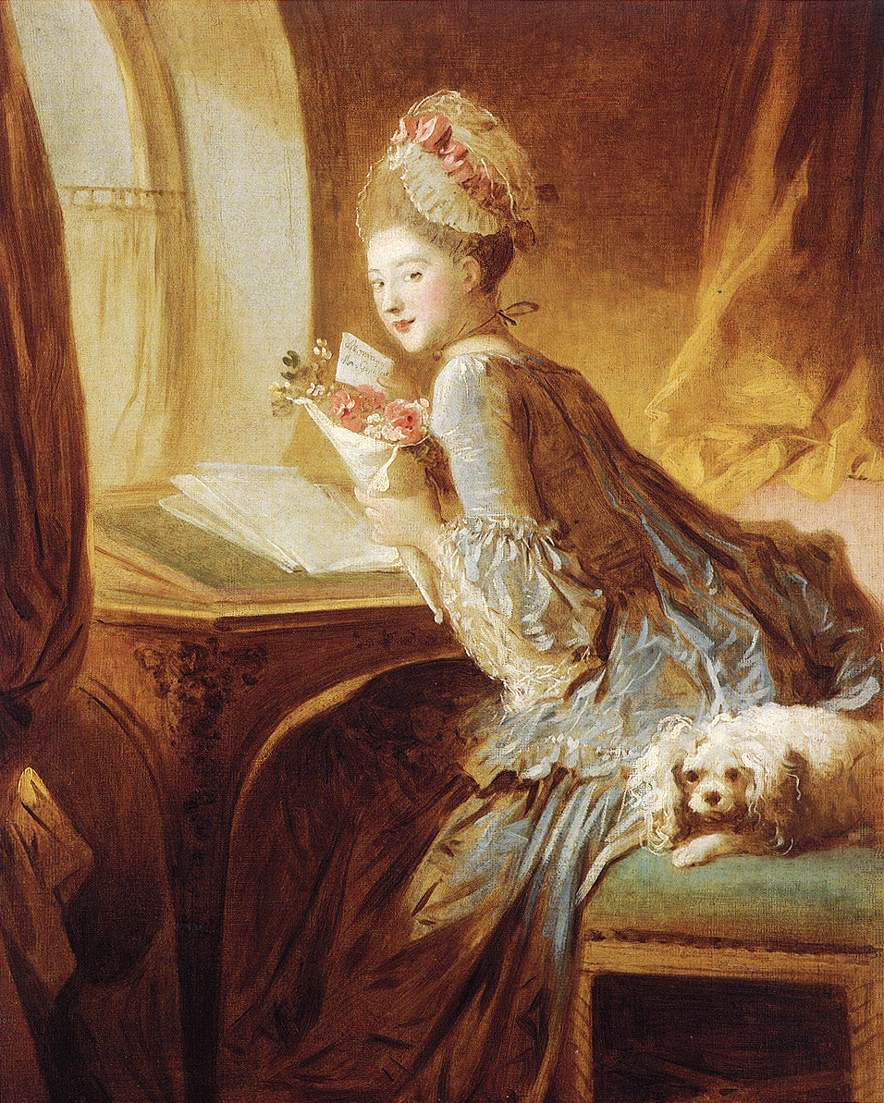
Худ. Фрагонар. Лист від коханця.

Приватні клієнти і замовники портретів справді добре платили за твори художника. Вільні кошти дали змогу Фрагонару одружитися у 1769 році, бо наречена (Марі-Ганна) була вже вагітна. І через 5 місяців Фрагонар став батьком дочки.

## Європейська подорож Фрагонара і купця Бержере
Фрагонар заприятелював з Бержере́. І коли багатий купець запланував подорож по Західній Європі, то запросив Фрагонара бути компаньйоном і художником під час подорожі. Фрагонару належало робити замальовки усього цікавого під час подорожі, а після повернення малюнки залишав собі Бержере як компенсацію за подорожні витрати. Звичайна практика того часу. Бержере навіть дозволив художнику узяти з собою дружину з дочкою.
Вони відвідали Рим (Фрагонар вдруге), Неаполь, Флоренцію, Венецію, Відень, Прагу, Дрезден, Франкфурт, Мангейм і повернулись в Париж.

## Програний судовий процес
Коли настав час віддати малюнки і подякувати за подорож, запальний Фрагонар рішуче відмовився. Бержере подав до суду і суддя став на бік Бержере́, що було звичною практикою. Так Фрагонар програв судовий процес, а його авторитет вперше понизився.

## Розбрат з сином
У 1780 році У Фрагонара народився син — Олександр Еваріст. Знайомство з самим Жаком-Луї Давідом дозволило пристроїти сина до нього в учні. Але відносини з сином Фрагонар так і не зміг зробити добрими і дорослий син обірвав зв'язок з батьком.

## Музейна комісія музею Лувр

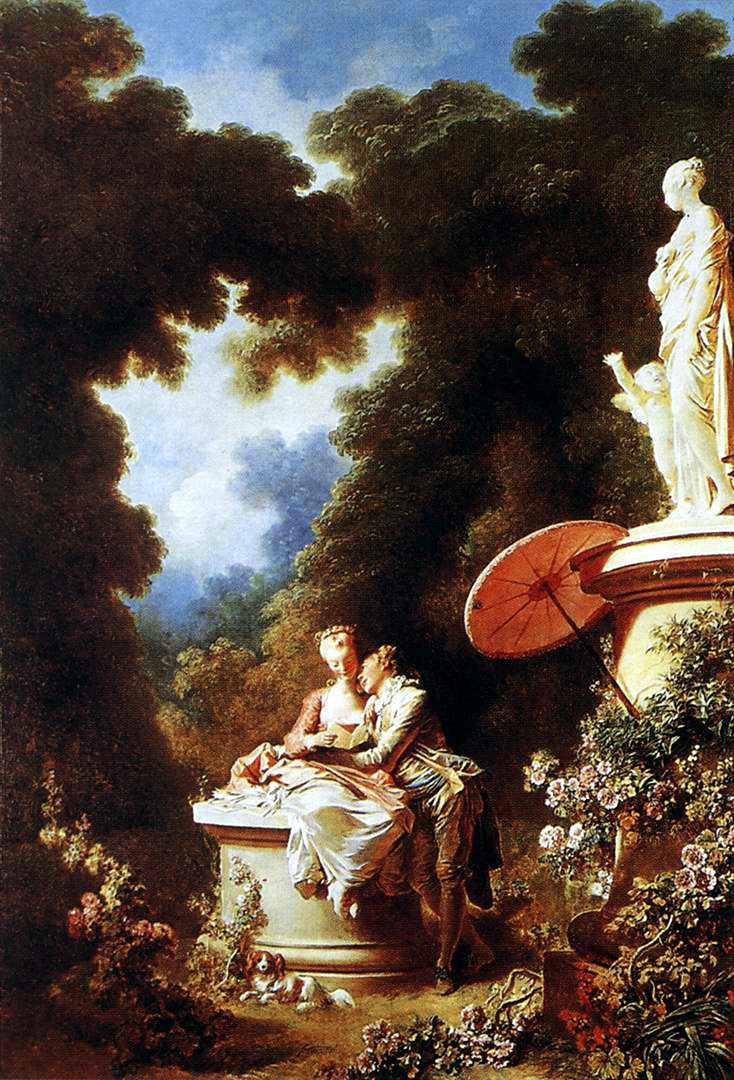
Фрагонар. Він каже їй про кохання.

В живопису доби рококо переважали свята і театральні вистави, безкінечні закохані пари міфологічних персон. В портретах всі підкреслено усміхнені, люб'язні, витончені. Співцем легковажних сюжетів і сприймався Фрагонар. Але це була маска, що приховувала численні недоліки і надзвичайно складні проблеми. Приховував ці проблеми і Фрагонар, і в першу чергу для самого себе.
Це було свято посеред чуми — з штучно скасованими проблемами, туберкульозом, сифілісом, бідністю, смертю. Примхливе і чудернацьке мистецтво рококо було скасоване новою і могутньою хвилею класицизму кінця 18 століття і стилем ампір. Фрагонар став нікому не потрібним художником, що втратив авторитет.
Його вдруге врятував Жак-Луї Давід, що вважав старого Фрагонара непоганим художником, хоча й не здатним мінятися з новими вимогами часу. І пристроїв того в Музейну комісію, що збирала експонати для новоствореного державного музею в покинутому королівському палаці Лувр.Фрагонар не був потрібен революції як художник померлого рококо, але став потрібен як знавець шедеврів мистецтва, як експерт.
Революційний терор оминув Фрагонара, але бурхливі роки злетів, арештів, страт, змін політичних лідерів і страшну вакханалію убивств художник пережив в Парижі.

## Фрагонар-рятівник
Фрагонар досліджував покинуті садиби аристократів (вимушених емігрантів, що рятували своє життя) і звозив до Національного музею (тепер Лувр) покинуті витвори мистецтва. Невідомо, скільки сотень картин врятував саме Фрагонар, ймовірно, не одну… Але історики мистецтва досі дякують тому за врятовані малюнки старих майстрів, бо первісну колекцію малюнків Лувра скомплектував саме Фрагонар.

## Невдячні нащадки?
На зламі століть Фрагонар став самотнім, бо поховав дружину. А син увірвав усі зв'язки з батьком. Йому допомагала учениця — Марґеріт Жерар, що знайшла для нього дешеву квартиру, бо нова влада виселила художника з житла, обладнаного в Луврі. Вояки Наполеона Бонапарта гинули на полях війни по всій Європі, а в Парижі тихо відходив від усіх старий майстер. Його знайшли мертвим одного серпневого дня 1806 року.
На смерть майстра у 1806 році відгукнувся таки «Вісник Академії», що засвідчив: померлий був таки досить продуктивним художником, адже написав близько 500 картин і створив більше 1 000 малюнків.

## Творчість
У великих історичних картинах Фрагонара мало оригінальності; у його пейзажах природа є дуже переінакшеною і прикрашеною; зате жанрові його картини, хоча і не позбавлені манірності, полонять глядача розумно складеною композицією, граційністю малюнка, витонченістю і делікатністю кольорових тонів, плавністю і соковитістю зображених предметів і взагалі тонким смаком виконання. До відомих робіт належать: «Урок музики», «Пастораль» (Амури вказують відпочиваючим під деревом коханцям на циферблат), «Купальниці», «Спляча німфа», «Амур, що знімає сорочку з красуні» (La chemise enlevee), «Молодий гітарист», «Молода читачка» і «Натхнення», що знаходяться в Луврському музеї; «Сімейство фермера» і «Поцілунок крадькома» в музеї Ермітаж; «За відсутності отця і матері», «Хованки», «Замовкнув», «Генріх IV і Габріель» і «Вчені собаки» в різних приватних колекціях.
З гравюр Фрагонара особливо цікаві: «Шафа» (батьки дівчини знаходять коханого дочки, захованого в шафі — власна композиція художника; дуже рідкісний лист), «Обрізання» — з композиції італійця Тьєполо, «Антоній і Клеопатра» з Лібері, «Вечеря в Емаусі» з Річчі і «Стрітення Господнє» з Тінторетто.

## Галерея

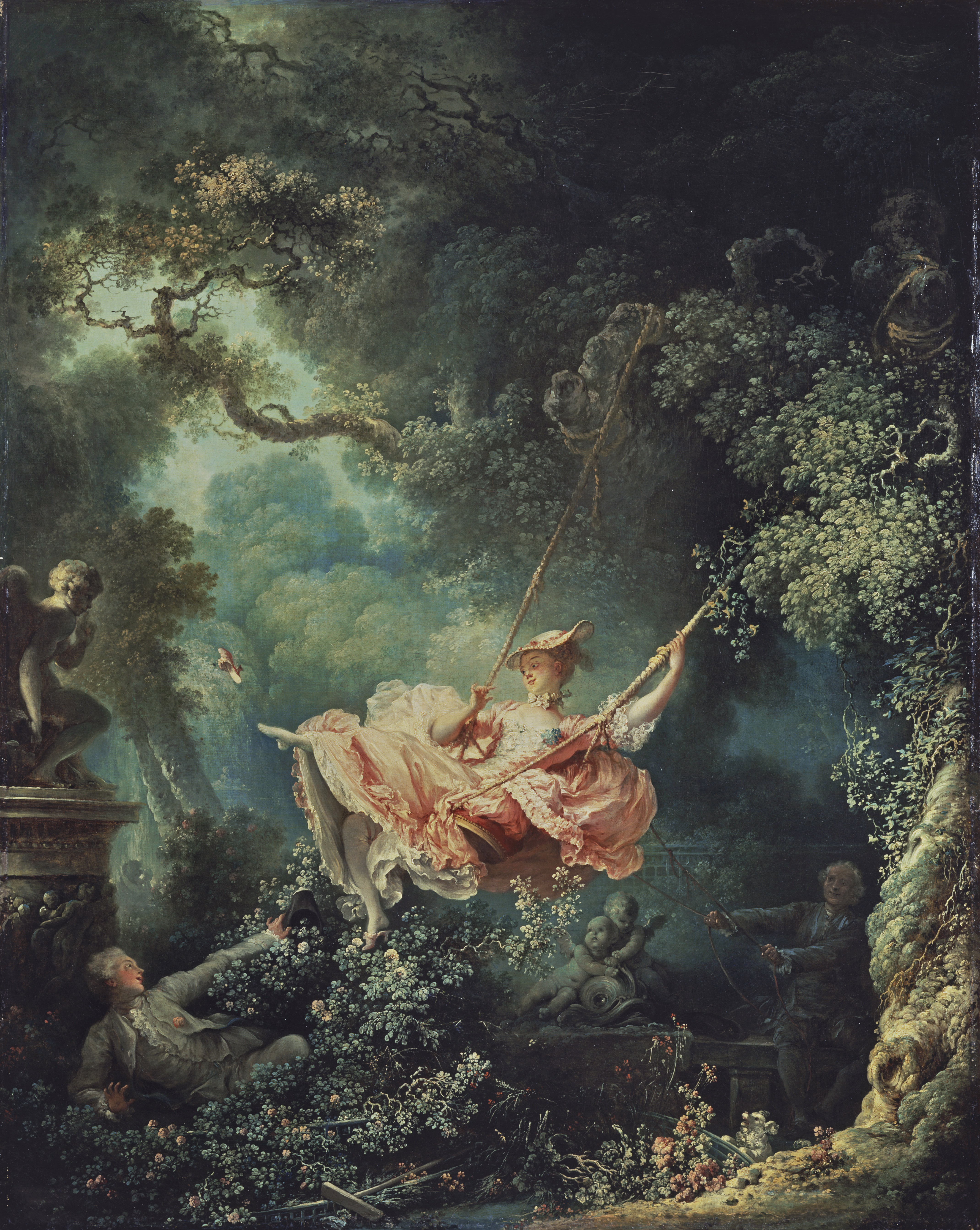
Гойдалка, 1767
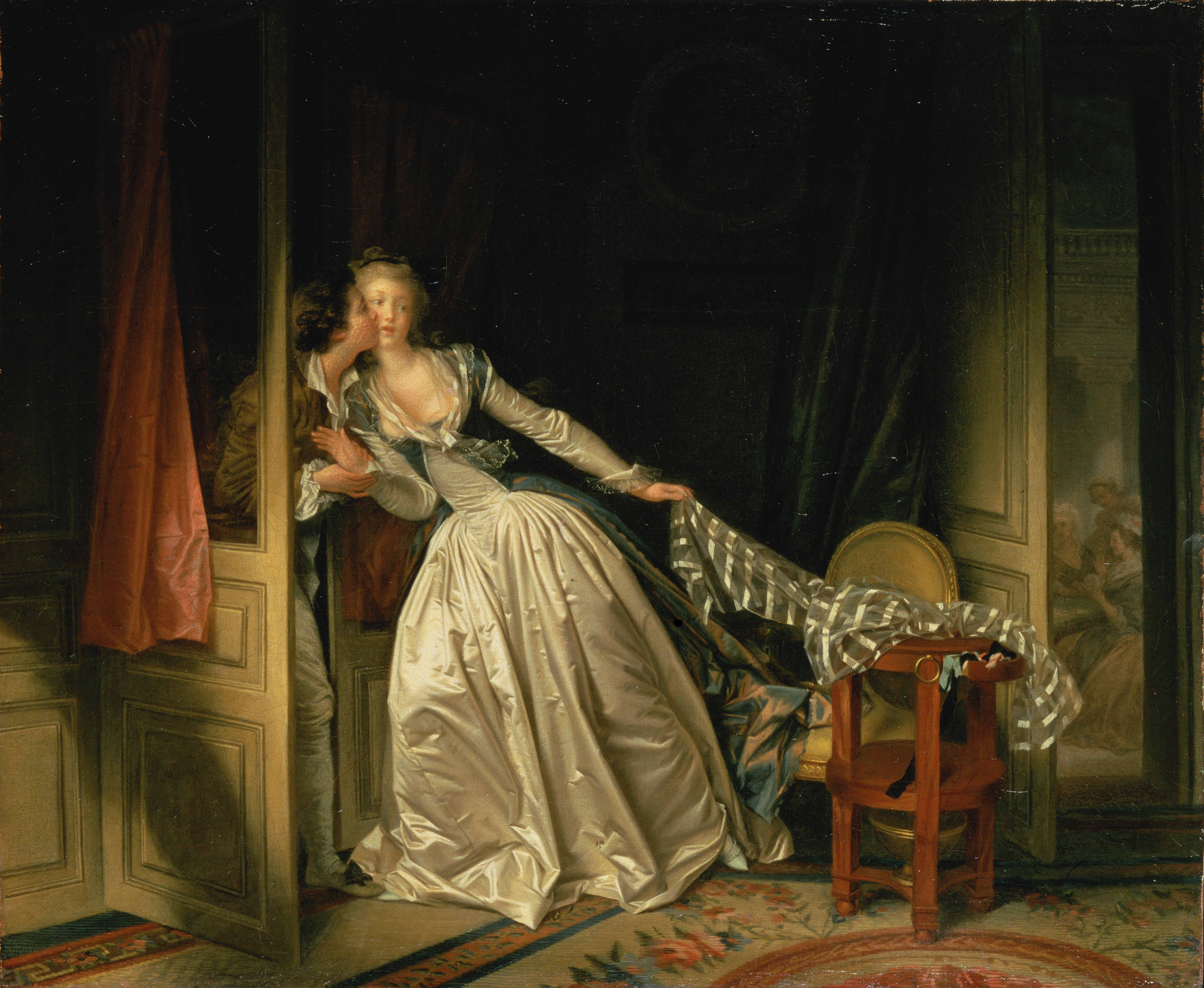
Поцілунок крадькома, 3-я чв. XVIII ст.
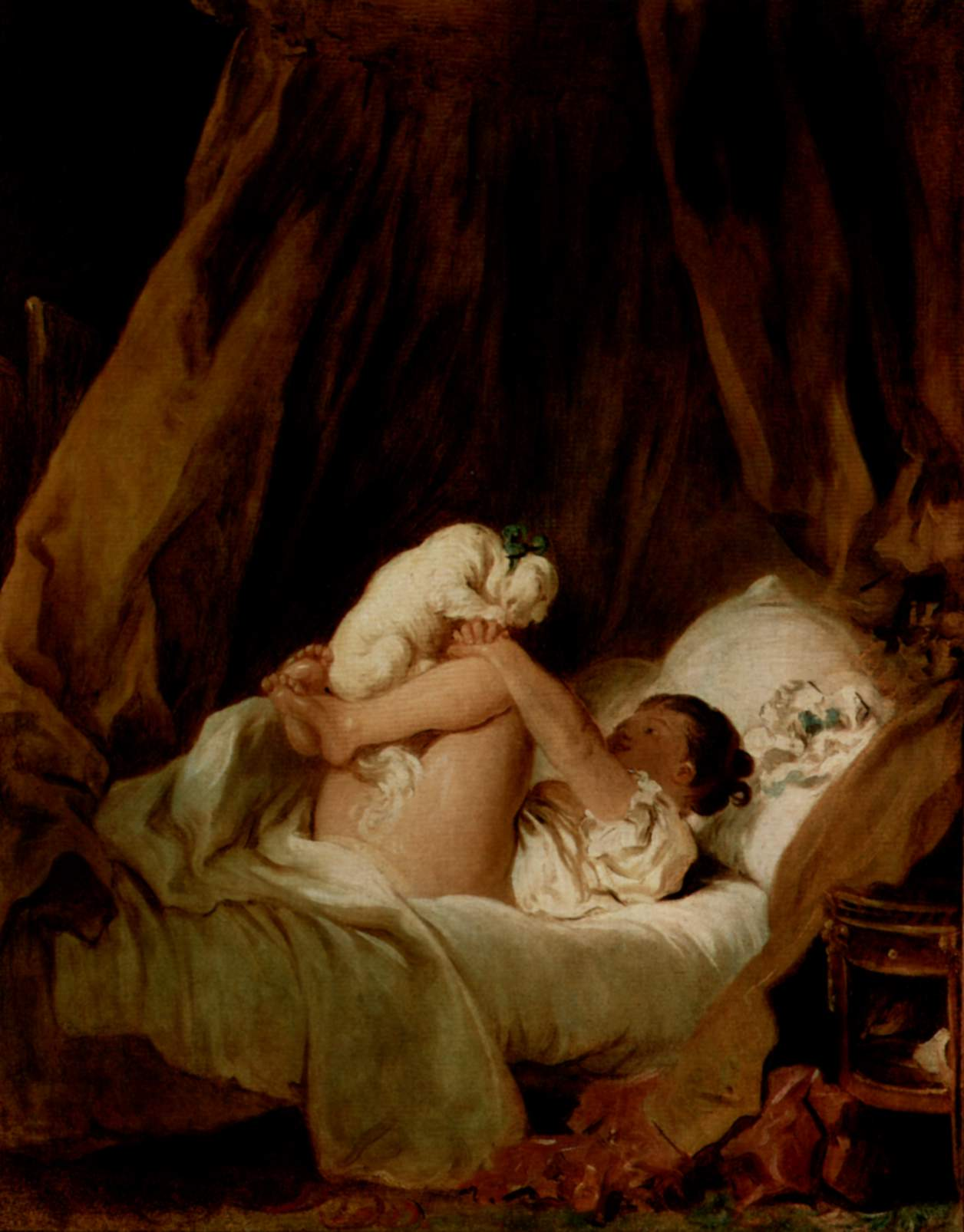
Дівчина в ліжку грається з собачкою, 1765~1772
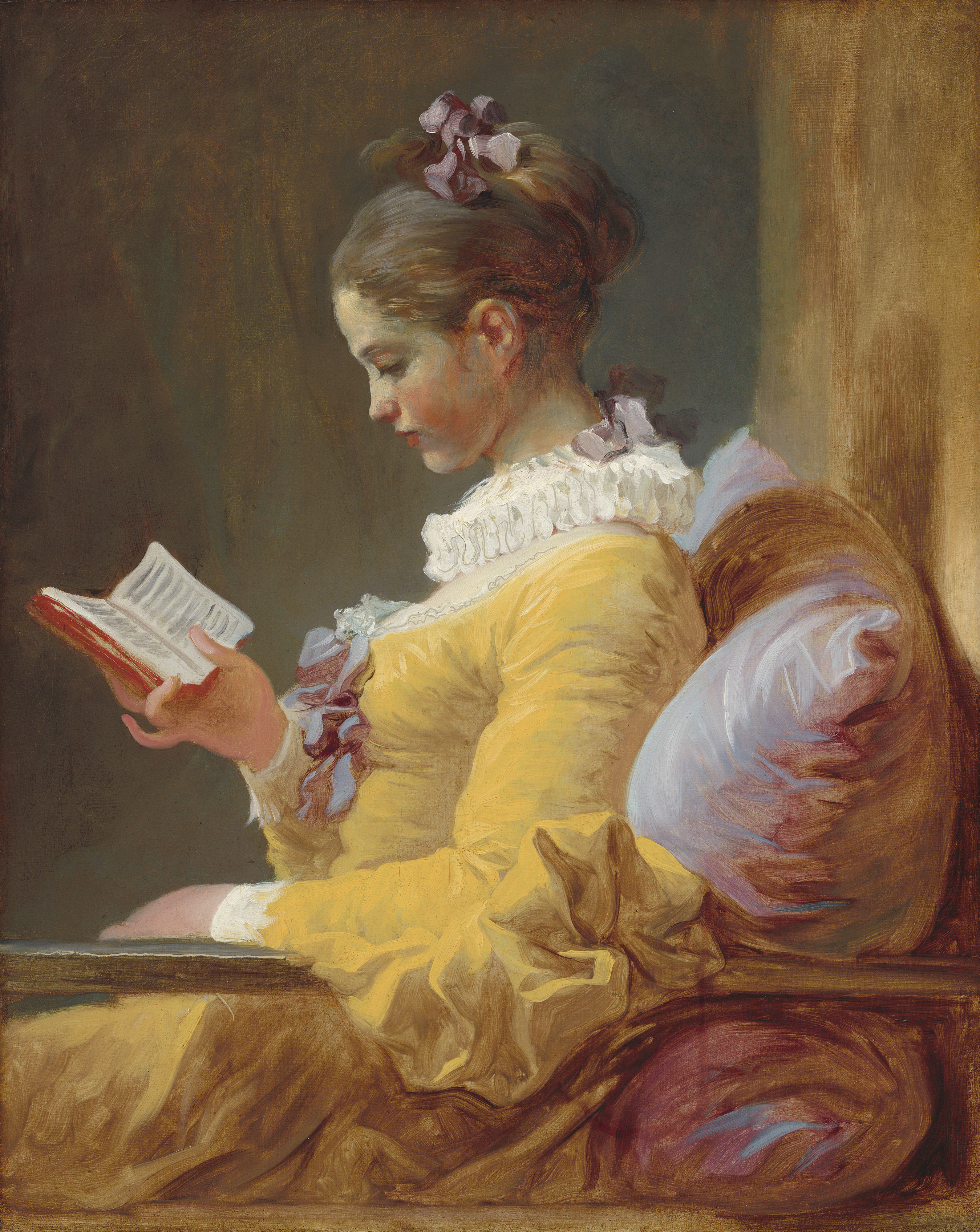
Дівчина, яка читає, 1776
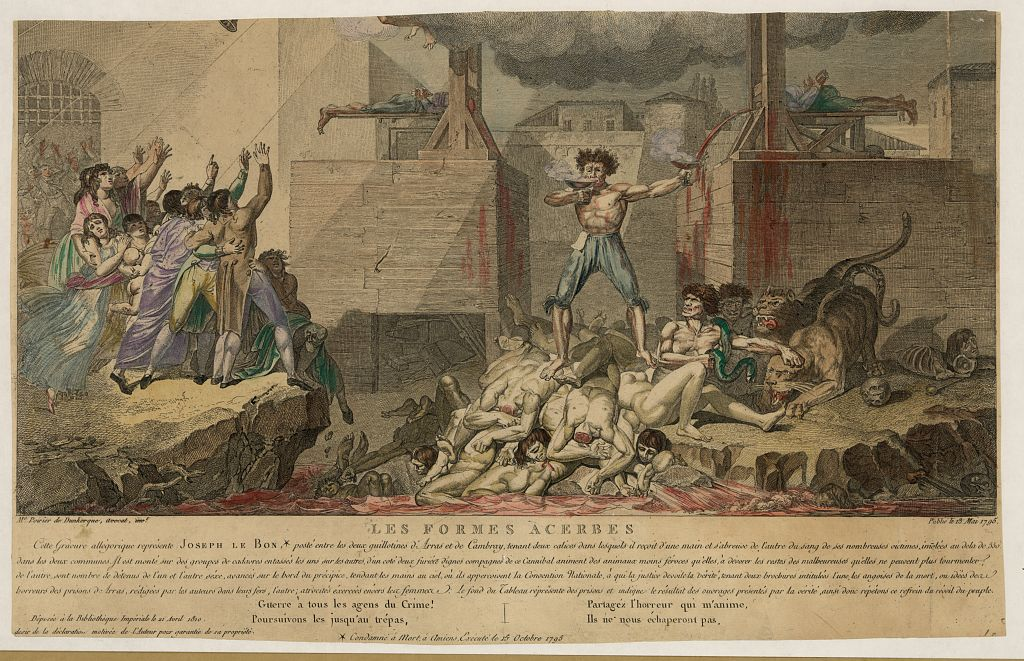
Революція пожирає своїх дітей. Тогочасна гравюра.